# Longnes (Yvelines)
Pour les articles homonymes, voir Longnes.
Longnes est une commune française située dans le département des Yvelines en région Île-de-France.

## Géographie

### Situation
La commune de Longnes se trouve à une douzaine de kilomètres au sud-ouest de Mantes-la-Jolie dans le plateau du Mantois, aux confins du département des Yvelines. Son territoire, entièrement consacré à la grande culture céréalière, est peu boisé. Les bois les plus notables sont la Pièce du Bois, le Bois Lainé, les Prés de l'Aunaie et les Aulnaies.
Les communes limitrophes sont Gilles, Dammartin-en-Serve, Flins-Neuve-Église, Ménerville, Mondreville, Neauphlette et Le Tertre-Saint-Denis.

### Hydrographie
La commune est sur la ligne de partage des vallées de la Seine et de l'Eure.

### Hameaux de la commune
- La Fortelle ;
- Mirbel ;
- le Heurteloup ;
- le Petit Tertre de Longnes.

### Communes limitrophes
| Neauphlette           | Ménerville         | Le Tertre-Saint-Denis |
| Gilles (Eure-et-Loir) | Longnes            |                       |
| Mondreville           | Flins-Neuve-Église | Dammartin-en-Serve    |

### Transports et voies de communications

#### Réseau routier
Elle est desservie par les routes D 928, qui relie Mantes-la-Jolie à Dreux via Anet, D 11 qui relie Bréval à Thoiry et D 115 qui va de Longnes à Houdan.

#### Desserte ferroviaire
La desserte ferroviaire se fait par la gare de Bréval, village voisin ou bien à Mantes-la-Jolie.

#### Bus
Un bus Optile assure la navette entre Longnes (arrêt Église ou Ruelle) et Mantes-la-Jolie (arrêt Gare quai 24).
Le trajet dure une vingtaine de minutes. Le matin : 4:17, 5:15, 5:55, 6:19, 6:46, 7:09, 7:17, 7:25, 8:34, 11:28, 11:58 ; l'après-midi 13:09, 17:00.
Ce bus assure également une déserte dans l'autre sens : 7:43, 17:55, 18:14, 18:33, 18:55, 19:14 ou 19:33.

#### Sentier de randonnée
La commune est traversée par un sentier de grande randonnée de pays  (GR de Pays des Yvelines) permettant de relier la gare de Bréval au nord à celle de Houdan au sud.

### Climat
Pour des articles plus généraux, voir Climat de l'Île-de-France et Climat des Yvelines.
En 2010, le climat de la commune est de type climat océanique dégradé des plaines du Centre et du Nord, selon une étude du CNRS s'appuyant sur une série de données couvrant la période 1971-2000. En 2020, Météo-France publie une typologie des climats de la France métropolitaine dans laquelle la commune est exposée à un climat océanique et est dans la région climatique Sud-ouest du bassin Parisien, caractérisée par une faible pluviométrie, notamment au printemps (120 à 150 mm) et un hiver froid (3,5 °C).
Pour la période 1971-2000, la température annuelle moyenne est de 10,6 °C, avec une amplitude thermique annuelle de 14,2 °C. Le cumul annuel moyen de précipitations est de 668 mm, avec 11,1 jours de précipitations en janvier et 8,4 jours en juillet. Pour la période 1991-2020, la température moyenne annuelle observée sur la station météorologique la plus proche, située sur la commune de Magnanville à 9 km à vol d'oiseau, est de 11,6 °C et le cumul annuel moyen de précipitations est de 641,5 mm,. Pour l'avenir, les paramètres climatiques de la commune estimés pour 2050 selon différents scénarios d'émission de gaz à effet de serre sont consultables sur un site dédié publié par Météo-France en novembre 2022.

## Urbanisme

### Typologie
Au 1er janvier 2024, Longnes est catégorisée bourg rural, selon la nouvelle grille communale de densité à sept niveaux définie par l'Insee en 2022.
Elle est située hors unité urbaine. Par ailleurs la commune fait partie de l'aire d'attraction de Paris, dont elle est une commune de la couronne,. Cette aire regroupe 1 929 communes,.

### Occupation des solssimplifiée
Le territoire de la commune se compose en 2017 de 90,81 % d'espaces agricoles, forestiers et naturels, 3,76 % d'espaces ouverts artificialisés et 5,44 % d'espaces construits artificialisés.

## Toponymie
Le nom de la localité est attesté sous les formes Laognie en 1030, Loaignes en 1167, en 1177 et au XIIe siècle, apud Loengnes et Laonias en 1209.
C'est, probablement, un nom de domaine d'origine gallo-romaine issu du gentilé féminin pluriel Lon[n]ae.

## Histoire
Plusieurs haches et divers outils en silex néolithiques ont été retrouvés à la Fortelle.
- Possession au XIIe siècle de l'abbaye de Saint-Germain-des-Prés.
- Fief de Chambines au XVe siècle, seigneurie du cardinal de Tournon en 1556, du comte de Clermont, abbé de Saint-Germain-des-Prés en 1758.
- Dépendance à la Révolution du bailliage de Dammartin.

## Politique et administration

### Liste des maires
| Période                                  | Période       | Identité             | Étiquette | Qualité |
| ---------------------------------------- | ------------- | -------------------- | --------- | ------- |
| Les données manquantes sont à compléter. |               |                      |           |         |
| mars 2001                                | mars 2014     | Françoise Bettinger, |           |         |
| mars 2014                                | novembre 2016 | Michel Stein         |           |         |
| novembre 2016                            | 2020          | Bernard Pastureau    |           |         |
| 2020                                     | En cours      | Lionel Beaumer       |           |         |

### Instances administratives et judiciaires
La commune de Longnes appartient au canton de Houdan et est rattachée à la communauté de communes du pays Houdanais.
Sur le plan électoral, la commune est rattachée à la neuvième circonscription des Yvelines, circonscription à dominante rurale du nord-ouest des Yvelines.
Sur le plan judiciaire, Longnes fait partie de la juridiction d’instance de Mantes-la-Jolie et, comme toutes les communes des Yvelines, dépend du tribunal de grande instance ainsi que de tribunal de commerce sis à Versailles,.

### Tendances politiques et résultats
| Scrutin             | Scrutin             | 1er tour | 1er tour | 1er tour | 1er tour | 1er tour  | 1er tour | 1er tour | 1er tour  | 1er tour | 1er tour | 1er tour | 1er tour | 2d tour | 2d tour | 2d tour | 2d tour | 2d tour | 2d tour |
| Scrutin             | Scrutin             | 1er      | 1er      | %        | 2e       | 2e        | %        | 3e       | 3e        | %        | 4e       | 4e       | %        | 1er     | 1er     | %       | 2e      | 2e      | %       |
| ------------------- | ------------------- | -------- | -------- | -------- | -------- | --------- | -------- | -------- | --------- | -------- | -------- | -------- | -------- | ------- | ------- | ------- | ------- | ------- | ------- |
| Présidentielle 2017 | Présidentielle 2017 |          | FN       | 29,17    |          | EM        | 21,05    |          | LR        | 20,50    |          | LFI      | 11,73    |         | EM      | 54,02   |         | FN      | 45,98   |
| Présidentielle 2022 | Présidentielle 2022 |          | RN       | 30,51    |          | LREM      | 26,80    |          | LFI       | 14,73    |          | REC      | 7,77     |         | RN      | 50,70   |         | LREM    | 49,30   |
| Législatives 2022   | 9e                  |          | RN       | 33,09    |          | MoDem-Ens | 24,45    |          | LFI-Nupes | 20,59    |          | LR       | 8,46     |         | RN      | 51,44   |         | MoDem   | 48,56   |
| Législatives 2024   | 9e                  |          | RN       | 50,13    |          | PS-NFP    | 19,05    |          | MoDem-Ens | 18,92    |          | LR       | 7,28     |         | RN      | 62,73   |         | PS      | 37,27   |

## Population et société

### Démographie

#### Évolution démographique
L'évolution du nombre d'habitants est connue à travers les recensements de la population effectués dans la commune depuis 1793. Pour les communes de moins de 10 000 habitants, une enquête de recensement portant sur toute la population est réalisée tous les cinq ans, les populations de référence des années intermédiaires étant quant à elles estimées par interpolation ou extrapolation. Pour la commune, le premier recensement exhaustif entrant dans le cadre du nouveau dispositif a été réalisé en 2005.

En 2022, la commune comptait 1 582 habitants, en évolution de +8,88 % par rapport à 2016 (Yvelines : +2,72 %, France hors Mayotte : +2,11 %).
| 1793 | 1800 | 1806 | 1821 | 1831 | 1836 | 1841 | 1846 | 1851 |
| ---- | ---- | ---- | ---- | ---- | ---- | ---- | ---- | ---- |
| 705  | 815  | 889  | 919  | 986  | 937  | 986  | 952  | 975  |

| 1856 | 1861 | 1866 | 1872 | 1876 | 1881 | 1886 | 1891 | 1896 |
| ---- | ---- | ---- | ---- | ---- | ---- | ---- | ---- | ---- |
| 906  | 922  | 858  | 801  | 789  | 769  | 780  | 740  | 735  |

| 1901 | 1906 | 1911 | 1921 | 1926 | 1931 | 1936 | 1946 | 1954 |
| ---- | ---- | ---- | ---- | ---- | ---- | ---- | ---- | ---- |
| 738  | 714  | 673  | 569  | 615  | 564  | 545  | 567  | 598  |

| 1962 | 1968 | 1975 | 1982 | 1990  | 1999  | 2005  | 2006  | 2010  |
| ---- | ---- | ---- | ---- | ----- | ----- | ----- | ----- | ----- |
| 617  | 624  | 682  | 910  | 1 220 | 1 360 | 1 409 | 1 430 | 1 467 |

| 2015  | 2020  | 2022  | - | - | - | - | - | - |
| ----- | ----- | ----- | - | - | - | - | - | - |
| 1 440 | 1 529 | 1 582 | - | - | - | - | - | - |

#### Pyramide des âges
En 2018, le taux de personnes d'un âge inférieur à 30 ans s'élève à 36,4 %, soit en dessous de la moyenne départementale (38 %). De même, le taux de personnes d'âge supérieur à 60 ans est de 20,3 % la même année, alors qu'il est de 21,7 % au niveau départemental.
En 2018, la commune comptait 741 hommes pour 734 femmes, soit un taux de 50,24 % d'hommes, légèrement supérieur au taux départemental (48,68 %).
Les pyramides des âges de la commune et du département s'établissent comme suit.
| Hommes | Classe d’âge | Femmes |
| ------ | ------------ | ------ |
| 0,3    | 90 ou +      | 1,6    |
| 2,3    | 75-89 ans    | 5,3    |
| 16,0   | 60-74 ans    | 15,2   |
| 22,8   | 45-59 ans    | 22,2   |
| 20,6   | 30-44 ans    | 20,9   |
| 15,1   | 15-29 ans    | 15,0   |
| 22,9   | 0-14 ans     | 19,8   |

| Hommes | Classe d’âge | Femmes |
| ------ | ------------ | ------ |
| 0,6    | 90 ou +      | 1,4    |
| 6      | 75-89 ans    | 7,8    |
| 13,5   | 60-74 ans    | 14,8   |
| 20,7   | 45-59 ans    | 20,1   |
| 19,6   | 30-44 ans    | 19,9   |
| 18,5   | 15-29 ans    | 16,8   |
| 21,2   | 0-14 ans     | 19,2   |

### Enseignement
Une école élémentaire ainsi qu'une école maternelle.
Une école de musique (le Crescendo).

### Manifestations culturelles et festivités
Le Festival de musique a lieu chaque année entre fin août et début septembre. Il propose une programmation variée mêlant des groupes de différents styles musicaux (pop rock, funk, électro, punk rock, ska, blues ou encore reggae).

#### Date et programmation des éditions précédentes
| Édition      | Date               | Programmation |
| ------------ | ------------------ | --- |
| Édition 2009 | 12 septembre 2009  | Rouge, Rick et les Affranchis, Apel Doorn, Cargo, Entre Deux, Manouch'k, Pourkoituripa, Proxima, Christian Sinniger |
| Édition 2010 | 11 septembre 2010  | Nina Attal, Apel Doorn, Copko, Eric Leroy, Hard, Tin Toyz, Hommage à James Brown, Le Jazz Se Rebiffe                |
| Édition 2011 | 4 septembre 2011   | Rouge, Fut de Joie, Psychobus, So Lonely, Tithaume                                                                  |
| Édition 2012 | 1er septembre 2012 | Les Blérots de Ravel, Jagas, Klinck Klock, Les folies Vertes, Rick et las Affranchis, Tin Toyz                      |
| Édition 2013 | 31 août 2013       | Black Feet, Raph, Gabriel Equere, Johnny Montreuil, Black Foxy                                                      |
| Édition 2014 | 30 août 2014       | Flox, Montecristo, Playtime Bandit (gagnant du Tremplin Meli Melo'gnes), Jabul Gorba, The Big Muddy, DJ Ced G       |

### Sports
Tennis, football, karaté, gymnastique volontaire.

## Économie
Longnes dispose de différents commerces nécessaires à la vie quotidienne des habitants, pour la plupart groupés dans un centre commercial situé en périphérie du village.

## Culture locale et patrimoine

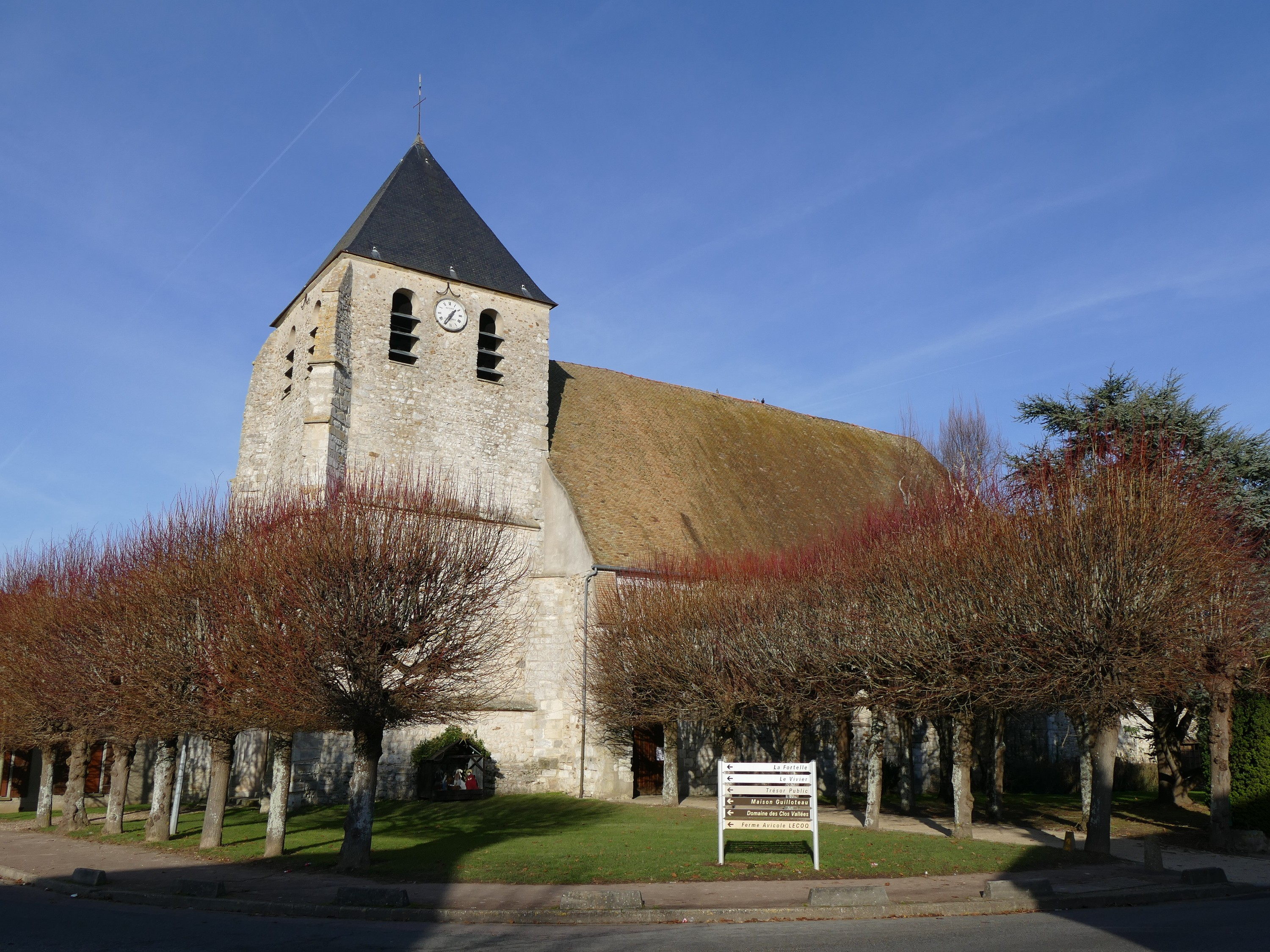
L'église Saint-Pierre.

### Lieux et monuments
- L'église Saint-Pierre : église en pierre du XIIe siècle reconstruite au XVIe siècle, au clocher massif en forme de tour carrée munie de contreforts dans les angles, couverte d'ardoise.
- Vestiges préhistoriques et antiques.